# Epiplema adjectaria
Epiplema adjectaria är en fjärilsart som beskrevs av Walker 1861. Epiplema adjectaria ingår i släktet Epiplema och familjen Uraniidae. Inga underarter finns listade i Catalogue of Life.